# 後晋平安重榮宗城之戰
宗城之战發生於五代后晋天福六年（941年），后晋大將杜重威在宗城（今河北省威县东）击败安重荣。
石敬瑭向契丹称臣，自称儿皇帝，媚事契丹。成德节度使安重荣笑他“詘中國以事外蕃”，並据守镇州，俟机而动。天福六年六月，雁北吐谷浑等苦於契丹之患，打算联合安重荣，起兵聲討。安重荣杀契丹使者拽刺，八月，安重荣得知山南东道节度使安从进亦有異志，遂遣使通谋。十一月，安从进举兵攻邓州（今河北省邓州市）。當時镇州有旱、蝗之灾，重荣召集數萬飢民，以赵彦之为排阵使，向鄴都（今河北省大名县）進發。
十二月初七，石敬瑭以天平节度使杜重威为招讨使，率军前往迎击。十二月十三日，兩軍在宗城（今河北省威县东）破家堤相遇，安重榮列偃月陣，晉軍不能破。杜重威惧阵欲退，被指挥使王重胤劝止，王重胤說：“两兵方交，退者先败。”重胤以為偃月阵中军虽然强大，但两边輒太弱。杜重威先以左右队击其两翼，王重胤领兵击中军。赵彦之素与安重荣有矛盾，临阵卷旗投降，安重荣措手不及，阵式大乱。安重荣军溃散，被斩殺万余人。重榮兵敗，率十余骑逃还镇州，閉城苦守。天福七年（942年）正月，镇州裨将引後晉軍入城，數萬人被殺，安重榮亦被杜重威斬殺。